# コンスタンティネ・ガムサフルディア

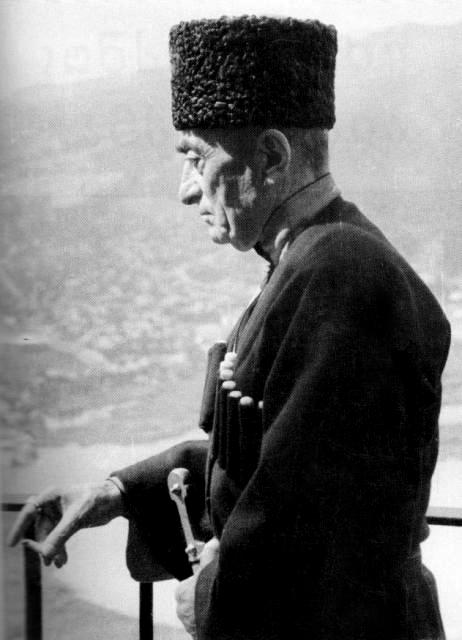
コンスタンティネ・ガムサフルディア

コンスタンティネ・ガムサフルディア（グルジア語: კონსტანტინე გამსახურდია、ロシア語: Константин Симонович Гамсахурдия、英語: Konstantine Gamsakhurdia、1893年5月3日 － 1975年7月17日）は、グルジアの作家。ミヘイル・ジャヴァヒシヴィリ(Mikheil Javakhishvili)とともに、20世紀グルジアを代表する小説家のひとりとされる。スターリン時代には白海のソロヴェツキー島へ流刑に処されている。古典グルジア語から取り入れた表現と、深い心理分析にもとづいた人物描写が彼の作品の特徴とされる。
息子のズヴィアド・ガムサフルディアはグルジアの初代大統領である。

## 日本語訳
- 『巨匠の右手』（児島康宏訳、未知谷、2025年）